# کل کله
کل کله، روستایی در دهستان مشایخ از توابع بخش ناغان شهرستان کیار در استان چهارمحال و بختیاری ایران است.

## جمعیت
این روستا در دهستان مشایخ قرار دارد و براساس سرشماری مرکز آمار ایران در سال ۱۳۸۵، جمعیت آن ۳۳۰ نفر (۶۷خانوار) بوده‌است.